# Bacco (Caravaggio)
Bacco è un dipinto a olio su tela realizzato nel 1598 da Caravaggio, attualmente conservato presso la Galleria degli Uffizi di Firenze.
A lungo dimenticato e abbandonato nei depositi degli Uffizi, fu riscoperto agli inizi del XX secolo e identificato come opera di Caravaggio, soprattutto grazie agli storici dell'arte Matteo Marangoni e Roberto Longhi. Dalla sua riscoperta è divenuto una delle opere più celebri del pittore.
Il Bacco è riconducibile al periodo giovanile di Caravaggio; ciononostante, è in grado di mostrare già delle caratteristiche tecniche considerevoli, nonché la padronanza del colore e dell'elaborazione compositiva. Due sono i motivi ricorrenti in questa tela: quello della natura morta, di cui il Merisi è uno dei precursori, e quello dell'autoritratto. La tela oscilla tra una rappresentazione naturalista e un'allegoria, che sottolinea il trascorrere del tempo e l'evanescenza dei piaceri terreni.

## Storia

### Commissione e datazione
Nessuna fonte dell'epoca consente di attestare con esattezza il momento in cui è stato compiuto il dipinto, né è possibile individuare senza dubbio alcuno l'identità del committente - ammesso che ce ne sia mai stato uno. Proprio questa lacuna documentale portò gli storici dell'arte, in seguito alla riscoperta dell'opera avvenuta agli inizi del XX secolo, a discutere in merito alla datazione della stessa. È noto soltanto un breve passaggio, che menziona un Bacco realizzato dal Caravaggio, all'interno del libro Le vite de' pittori, scultori et architetti, scritto nel 1642 da Giovanni Baglione. L'autore, infatti, riferendosi ai dipinti compiuti da Caravaggio scrisse che "il primo fu un Bacco con alcuni grappoli d'uve diverse, con gran diligenza fatte; ma di maniera poco secca". Pur non essendo indiscutibilmente certo, è stato largamente sostenuto che Baglione abbia fatto menzione proprio del Bacco conservato agli Uffizi.
Anche la data di realizzazione risulta incerta, sebbene sia pressoché confermato che l'artista abbia portato a termine l'opera sul finire del XVI secolo: tra il 1593 e il 1594 secondo alcuni esperti, nel biennio 1596-1597 secondo altri; taluni hanno ipotizzato persino nel 1602. La Galleria degli Uffizi colloca invece l'esecuzione nel 1598 circa. In generale, la datazione anteriore al 1600 trova un largo consenso da parte della maggior parte degli studiosi.

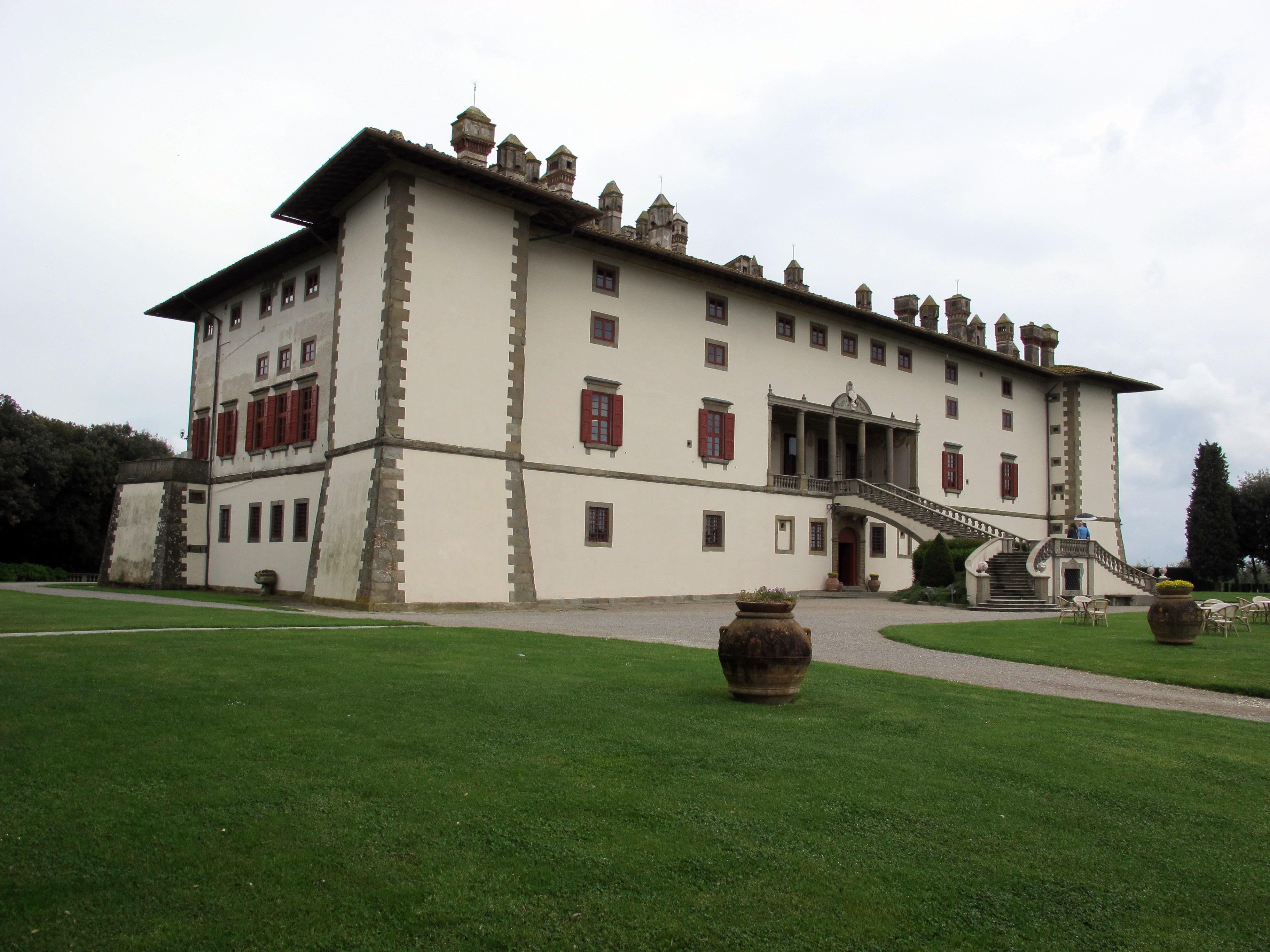
La villa medicea di Artimino.

Ad ogni modo, Bacco appartiene al periodo romano di Caravaggio, e più precisamente a quello che talvolta è definito come "periodo Del Monte", vale a dire la seconda metà degli anni novanta del XVI secolo, quando il pittore entrò al servizio del cardinale Francesco Maria Bourbon del Monte Santa Maria, suo protettore e mecenate. Se si tiene conto di ciò, è possibile anche ritenere che la tela sia stata originariamente commissionata dal cardinale, o che quantomeno questi ne sia stato il primo acquirente: in effetti, Del Monte, oltre a essere un bramoso collezionista d'arte, fu anche un grande appassionato del tema dionisiaco, così come testimonia l'inventario della collezione stilato al momento della sua morte. Secondo una delle ricostruzioni proposte, il cardinale avrebbe incaricato Caravaggio di dipingere la tela con l'intento di donarla successivamente al granduca di Toscana Ferdinando I de' Medici - al quale aveva già precedentemente portato in dono lo Scudo con testa di Medusa, per rinsaldare l'amicizia che aveva avuto così tanta importanza nel favorire la sua carriera all'interno dell'ambiente ecclesiastico. Secondo lo storico dell'arte Maurizio Marini, il dipinto, in questo senso, sarebbe concepito come emblema oraziano dell'amicizia.
Il Bacco sarebbe stato concepito per la decorazione della Villa medicea di Artimino ("La Ferdinanda", per l'appunto); oppure in occasione del matrimonio del figlio del granduca, Cosimo, con l'arciduchessa Maria Maddalena d'Austria. Quest'ultima è la tesi accolta dagli Uffizi, in linea con quanto sostenuto dalla storica dell'arte Mina Gregori. A supporto di tale ipotesi, va altresì sottolineato che la tela venne documentata all'interno della collezione di Cosimo II de' Medici già nel 1618, soltanto otto anni dopo la morte dell'artista. Da allora è sempre stata posseduta dai Medici e ciò spiega anche la sua attuale collocazione all'interno della Galleria degli Uffizi.

### Attribuzione

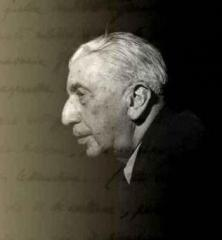
Una fotografia di Roberto Longhi

La riscoperta del dipinto e l'attribuzione a Caravaggio sono dovuti essenzialmente al contributo degli storici dell'arte Matteo Marangoni e Roberto Longhi. Nel 1913, Marangoni era ispettore (e successivamente direttore) della Soprintendenza di Firenze e fu il primo a notare la tela, all'epoca pressoché abbandonata presso i depositi degli Uffizi. Pur individuandola senza identificare la sua origine, intuì si trattasse di un'opera importante, al di là del suo triste stato di conservazione:
Solo nel 1916, con l'intervento e la competenza di Roberto Longhi, fu sancita l'importanza della tela - recuperando, inoltre, anche il legame con la traccia documentaria lasciata dal Baglione. A tal proposito, Marangoni scrisse che:
I dubbi se si trattasse di una copia o dell'opera autografa vennero progressivamente dissipati, per poi sparire del tutto nel 1922, quando una determinante esposizione a Palazzo Pitti permise di confrontare numerose tele attribuite a Caravaggio e di cominciare a delineare un catalogo piuttosto affidabile della sua opera.

### Contesto artistico
L'appartenenza del Bacco al periodo romano caravaggesco lascia intuire come l'opera sia stata eseguita in una prima fase della sua carriera, quando l'artista aveva 25 o al massimo 30 anni. Nel corso di questi anni, prima di trovare protezione e una certa sicurezza presso il cardinale Del Monte, Caravaggio si forma presso varie botteghe, tra cui quella di Giuseppe Cesari, detto il Cavalier d'Arpino, che: "[lo impiegò] a dipingere fiori e frutta" per lunghi mesi, come venne comprovato da Giovanni Pietro Bellori, suo primo biografo. Lo scrittore elogiò grandemente queste raffigurazioni "sì bene contrafatti, che da lui vennero à frequentarli à quella maggior vaghezza, che tanto hoggi diletta", sottolineando come esse facessero accorrere la gente per poterne ammirare la bellezza. Caravaggio aveva quindi perfezionato la rappresentazione delle nature morte, sebbene trovasse poca soddisfazione nel dipingere soltanto queste, rispetto alle figure umane che tanto apprezzava.
Molti dipinti di questo periodo rappresentano dei ragazzi dall'aspetto androgino, spesso ritratti, alla maniera antica, all'interno di scene di genere (come nel caso del Concerto o del Ragazzo morso da un ramarro) o mitologiche (ad esempio Narciso o Bacchino malato): tra essi, il Bacco degli Uffizi è considerato spesso la migliore rappresentazione, vero capolavoro in cui l'artista mostrò consapevolezza e virtuosismo. Difatti, dalla sua riscoperta è divenuto una delle opere più celebri di Caravaggio.

Le figure isolate dei modelli giovani e androgini
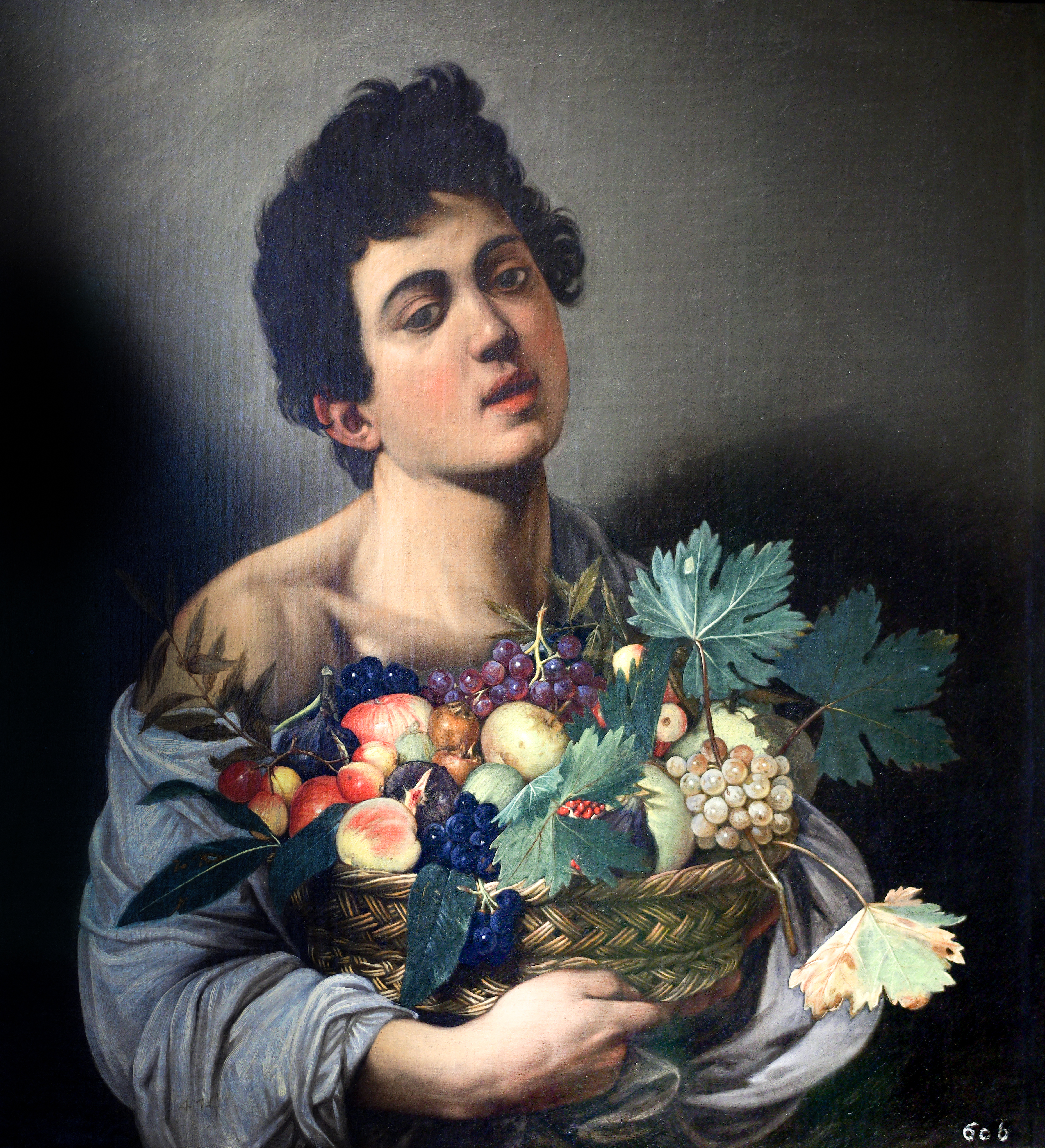
Fanciullo con canestro di frutta, Caravaggio, 1593-1594, Roma, Galleria Borghese.
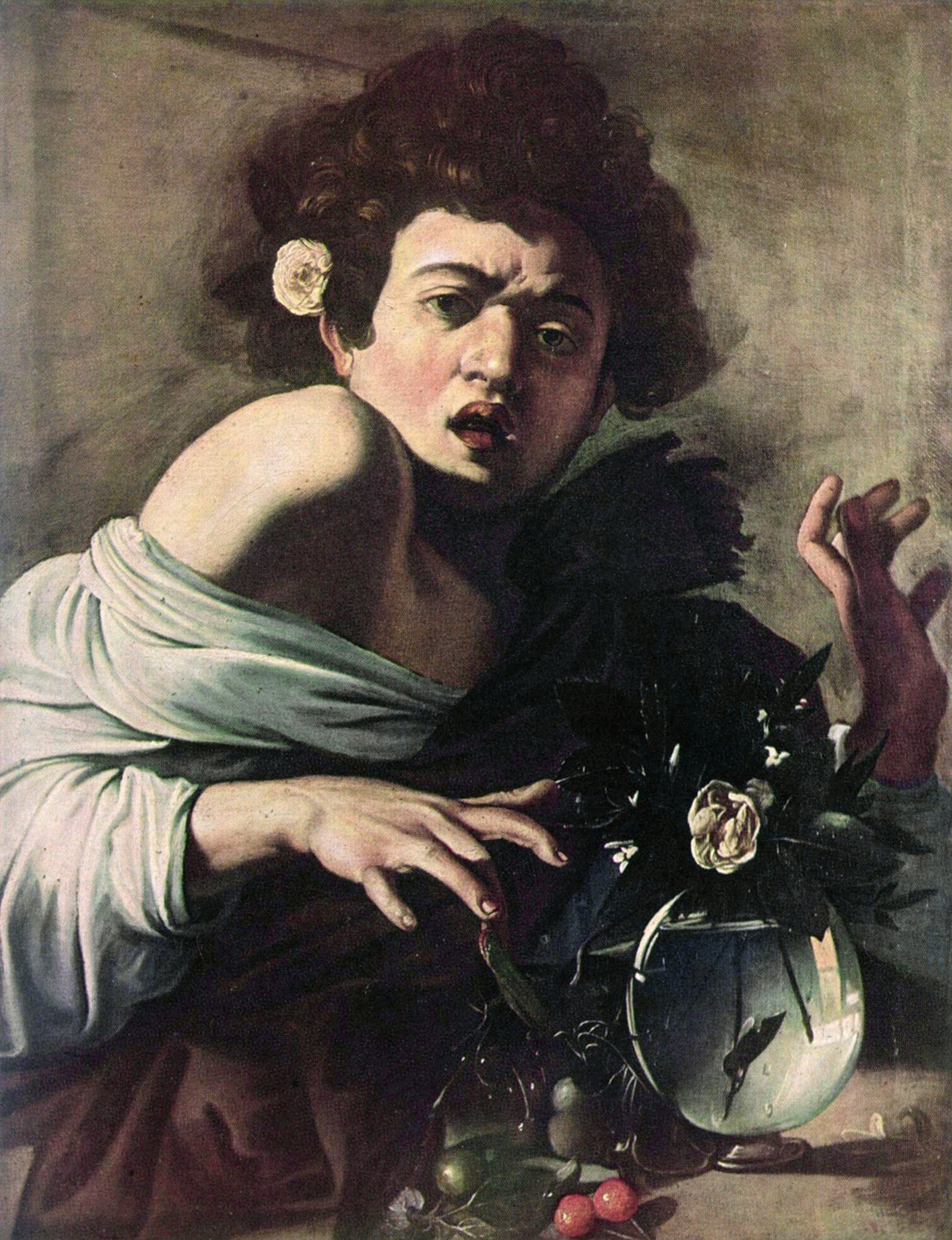
Ragazzo morso da un ramarro, Caravaggio, 1595-1596, Firenze, Fondazione Longhi.
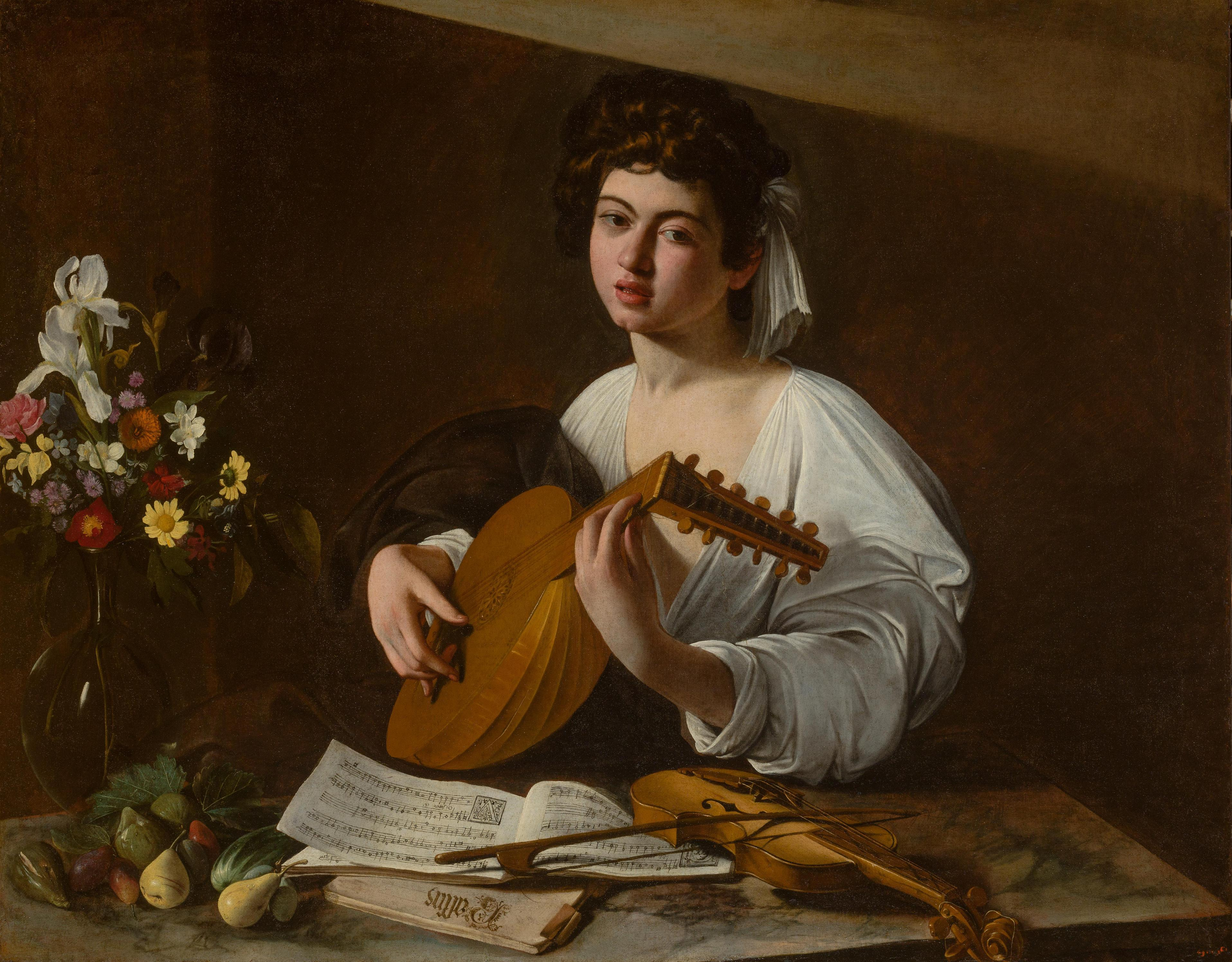
Suonatore di liuto, Caravaggio, 1595-1596, San Pietroburgo, Museo dell'Ermitage.

## Descrizione

### Condizioni
L'opera è realizzata su tela di lino fiammingo di alta qualità, dello stesso tipo adoperato nel caso del Riposo durante la fuga in Egitto, conservato alla Galleria Doria Pamphilj di Roma. Si presenta in buone condizioni, ad eccezione di piccole lesioni; tuttavia, la superficie è diventata leggermente rugosa a seguito di un intervento di rintelatura. È stata sottoposta a tre restauri (nel 1922, nel 1947 e per due anni nel 1980). Lo storico dell'arte Arnauld Brejon de Lavergnée, osservando una fotografia scattata al momento della riscoperta nel 1913, ha giudicato negativi gli effetti della prima restaurazione:

### Soggetto

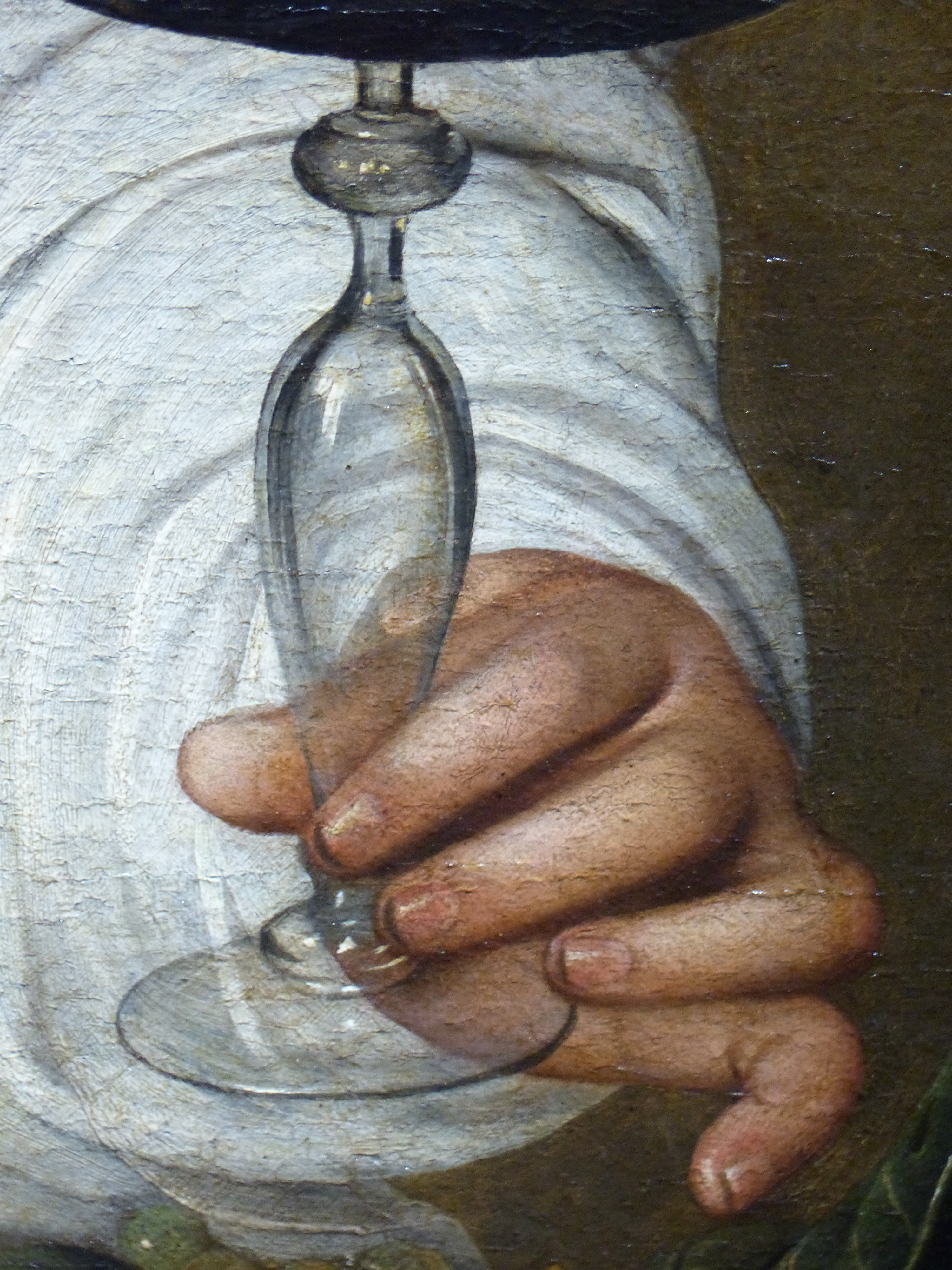
Dettaglio della mano sinistra e del calice.

Il soggetto è tratto dalla mitologia greca e romana: Bacco è infatti il corrispondente romano del dio Dioniso, figlio di Zeus. La divinità ha il capo coronato da una corona di pampini e il corpo appoggiato al suo triclinio. La figura indossa un panneggio ispirato al gusto classico, fatta eccezione per la spalla destra che resta scoperta. Il drappo pesante che lo avvolge richiama quelli visibili in molteplici esempi di scultura romana. Davanti a Bacco è posizionato una canestra piena di frutta, in parte rovinata: tale natura morta assume un'importanza fondamentale all'interno della composizione. Nello specifico, i frutti sono contenuti in una fruttiera in ceramica, oggetto domestico comune nella Lombardia dell'epoca e che si ritrova in molte rappresentazioni di nature morte dell'ambito milanese e cremonese. Lo sfondo, marrone e indistinto, non permette di individuare alcuna decorazione - così come accade in gran parte delle opere di Caravaggio. Nel complesso la scena sembra illuminata da una luce naturale frontale, che tuttavia non proietta alcuna ombra sullo sfondo.
Bacco impugna con la mano sinistra un elegante calice veneziano colmo di vino, che secondo taluni esperti può anche essere qualificato come una kylix o addirittura un cratere. Gli studiosi, in larga parte, hanno descritto il vino nel calice come pieno di increspature: come se la mano del dio - probabilmente ebbro - tremasse, con il liquido in procinto di rovesciarsi. Diversamente, la storica dell'arte Sybille Ebert-Schifferer ha sostenuto che, a un esame più attento, si possa comprendere che le piccole onde siano in realtà dovute alle scanalature concentriche incise nel vetro. La divinità tiene nella mano destra un fiocco di velluto, che funge da cintola per chiudere (o aprire) il drappo che indossa e che è simile a una toga. La caraffa da cui è stato versato il vino si trova sulla sinistra della scena, poggiata sul tavolo; sulla superficie del liquido sono presenti delle piccole bollicine e il vino sembra persino instabile, come se fosse stato appena versato.
Il pittore conferì al soggetto una connotazione antica, sul modello delle scene di banchetti che si potevano trovare nelle collezioni romane dell'epoca: ciononostante, Caravaggio non volle far passare il personaggio come una divinità, bensì come un giovane modello che gioca a fare il dio, travestendovisi. Così, lungi dall'essere sdraiato su un vero triclinio antico, il giovane è disteso su una sorta di divano i cui cuscini sono rivestiti da un tessuto moderno a righe blu, appena nascosti da un drappo bianco gettato sopra. Analogamente, il presunto aspetto divino di Bacco è contraddetto da diversi dettagli che costringono lo spettatore a immaginarsi proprio la sessione di posa nello studio: il modello presenta il viso e le mani arrossati dal sole, come le avrebbe un contadino, e anche le sue unghie appaiono molto sporche. Questo ragazzo che interpreta un dio potrebbe essere stato ispirato dalle buffonerie dei Bentvueghels, ossia di quei pittori olandesi e fiamminghi che era possibile incontrare a Roma e che si dilettavano in rituali bacchici.

#### La figura di Bacco

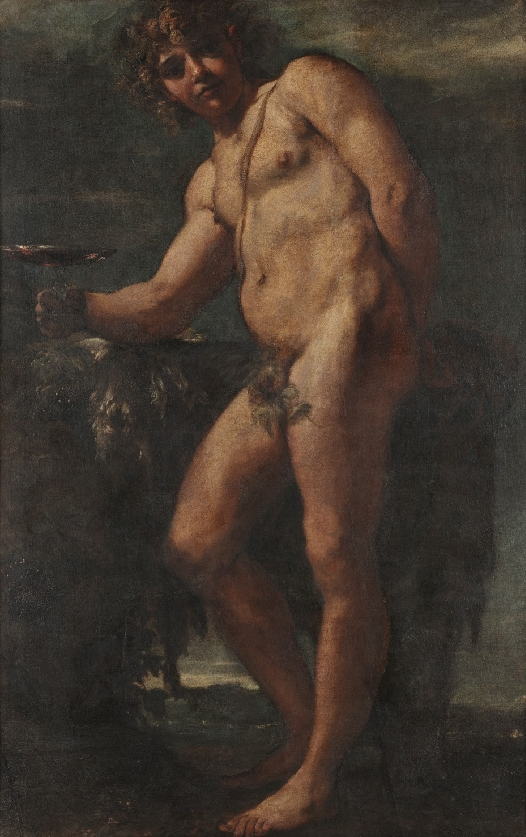
Bacco, Annibale Carracci, 1590-1591, Napoli, Museo nazionale di Capodimonte.

Il dio che Caravaggio sceglie di dipingere è spesso descritto come un giovane uomo dall'aspetto piuttosto volgare, privo di ogni idealizzazione divina - che presenta, piuttosto, dei tratti ordinari e quasi grossolani. Lo storico dell'arte Gérard-Julien Salvy lo descrisse come "androgino e paffuto, con il naso camuso e le labbra carnose". Anche Marangoni parla di "un grosso viso paffuto e rotondo, ravvivato da due grandi occhi scuri e un po' languidi". Gran parte dei commentatori si sofferma sull'aspetto androgino del Bacco caravaggesco, coerente con la visione classica del dio; nel soggetto dipinto, però, si possono notare anche un'esplicita sensualità, un'estroversione quasi provocante. In tal senso si esprime Catherine Puglisi:
L'espressione del modello è comunque appena marcata, nonostante guardi lo spettatore dritto negli occhi: la bocca è chiusa e lo sguardo poco espressivo, contrariamente al Suonatore di liuto, che fu dipinto negli stessi anni e pure presenta diversi punti di contatto col Bacco. Quando, trent'anni dopo, Frans Hals riprese nel Bevitore allegro lo stesso schema compositivo della tela caravaggesca, con il gesto del braccio teso che offre un bicchiere di vino, scelse di donare al suo personaggio un'espressione più dimostrativa. Diversamente, l'attitudine del dio di Caravaggio dimostra come egli cerchi di stabilire un legame più profondo con lo spettatore: paradossalmente, il trattamento di tale soggetto, in apparenza mitologico e allegorico, in realtà risponde soprattutto ai canoni della ritrattistica e offre a chi lo osserva un sentimento di intimità e di vicinanza persino maggiore rispetto ai ritratti veri e propri compiuti dal Caravaggio (come il Ritratto di Antonio Martelli o il Ritratto di Fillide Melandroni).
Infine, il braccio destro scoperto richiama altre due tele affini, il Bacchino malato e il Fanciullo con canestra di frutta: rispetto a quest'ultima, Caravaggio impiega la stessa posizione e lo stesso atteggiamento della mano, ma in questo caso la resa anatomica della spalla è padroneggiata in maniera notevolmente più consapevole. Il lavoro sul braccio è forse ispirato, come per il Bacchino malato, dalla Sibilla Persica di Simone Peterzano (uno dei maestri del giovane Merisi), nonché dall'Uomo dei dolori di Albrecht Dürer.

### Il ritratto e l'autoritratto

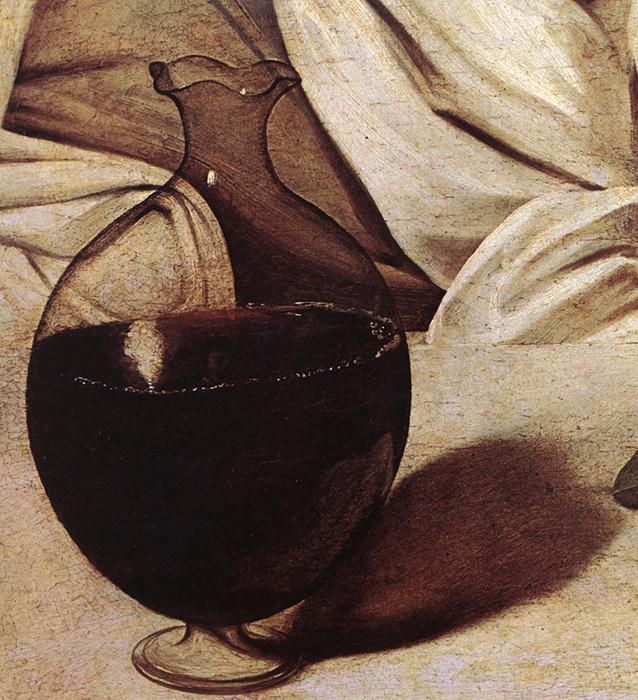
Dettaglio della caraffa e delle bollicine sulla superficie del vino.

Sulla caraffa è possibile notare un riflesso: osservando attentamente, si riesce persino a scorgere il riflesso del pittore intento a dipingere. Si tratterebbe, quindi, di una particolare forma di autoritratto. Tale raffigurazione, nonostante la tenuità, fu scoperta fin dal 1922 e poi menzionata in diverse pubblicazioni, tra cui quella particolarmente significativa dello storico dell'arte Keith Christiansen: in quest'ultima, pubblicata nel 1986, l'autore sottolineò difatti l'elevata raffinatezza dell'esecuzione. È tuttavia difficile, al giorno d'oggi, riuscire a osservare chiaramente i contorni di tale volto, proprio a causa degli effetti dannosi del primo intervento di restauro e del progressivo oscuramento del dipinto nel suo complesso. Ciononostante, la presenza del minuscolo ritratto all'interno del riflesso della caraffa fu confermata nel 2009 grazie ad un'analisi ai raggi infrarossi. Mina Gregori dichiarò di essere convinta di trovarsi dinanzi a un autoritratto, analogamente a quanto sostenuto da Matteo Marangoni quasi un secolo prima ("[questa] minuscola testolina di giovane uomo [ricorda] per davvero i tratti fisionomici di Caravaggio"). Nondimeno, tale dettaglio è così tenue e poco visibile che la tesi dell'autoritratto non ha convinto tutti gli studiosi: ad esempio, Ebert-Schifferer ha ritenuto che si tratti di nient'altro che un "miraggio".
Peraltro, la possibilità di trovarsi dinanzi a un autoritratto è stata valutata anche con riferimento al Bacco stesso. Si tratta di un'ipotesi che non fu esclusa da Marangoni, che disse di vedervi "una sorta di autoritratto libero del Caravaggio adolescente", così come accade parimenti per il Fanciullo con canestra di frutta. Per lo storico dell'arte, il "tipo androgino" che si ritrova nel Bacco e in diverse altre opere dello stesso periodo "deriverebbe [...] in larga parte dal fatto che Caravaggio usava se stesso come modello. Malgrado la potente armonizzazione ideale, si intravedono i tratti fondamentali della sua fisionomia". Si suppone allora che il ritratto sia stato presumibilmente dipinto con l'utilizzo di uno specchio - evidenziando, a tal proposito, la circostanza per la quale il modello tiene il calice con la mano sinistra. L'analisi di Marangoni trovò conferma anche nei contributi dell'esperto Hermann Voss (anche se, in maniera diametralmente opposta, Sybille Ebert-Schifferer si contrappose totalmente ai giudizi dei suoi predecessori e ritenne che l'utilizzo della mano sinistra per sollevare il calice non riuscisse a dimostrare in alcun modo l'utilizzo di uno specchio). Tuttavia, nel corso degli anni l'orientamento prevalente è giunto a una differente conclusione: il ragazzo preso a modello sarebbe Mario Minniti, amico e amante di Caravaggio. Tale conclusione escluderebbe naturalmente l'ipotesi dell'autoritratto. In ogni caso, si tratta dello stesso soggetto rappresentato nel Ragazzo morso da un ramarro, nel Suonatore di liuto e nella Buona ventura.
Il ricercatore John Varriano si sofferma anche su un altro particolare: le caratteristiche fisiche dei modelli di questo periodo caravaggesco sarebbero proprie dei castrati, che all'epoca godevano di una straordinaria popolarità, al pari di vere e proprie celebrità. A corroborare tali considerazioni, Varriano sottolinea anche che, tra i protetti del cardinale Del Monte, in quegli anni vi era anche il castrato spagnolo Pedro Montoya, cantore nella Cappella Sistina. È perciò plausibile immaginare che un dipinto avente come soggetti dei ragazzi effemminati, come nel caso del Concerto o dello stesso Bacco, potesse risultare particolarmente apprezzato.

Le somiglianze dei volti suggeriscono l'utilizzo di un modello ricorrente, forse Mario Minniti
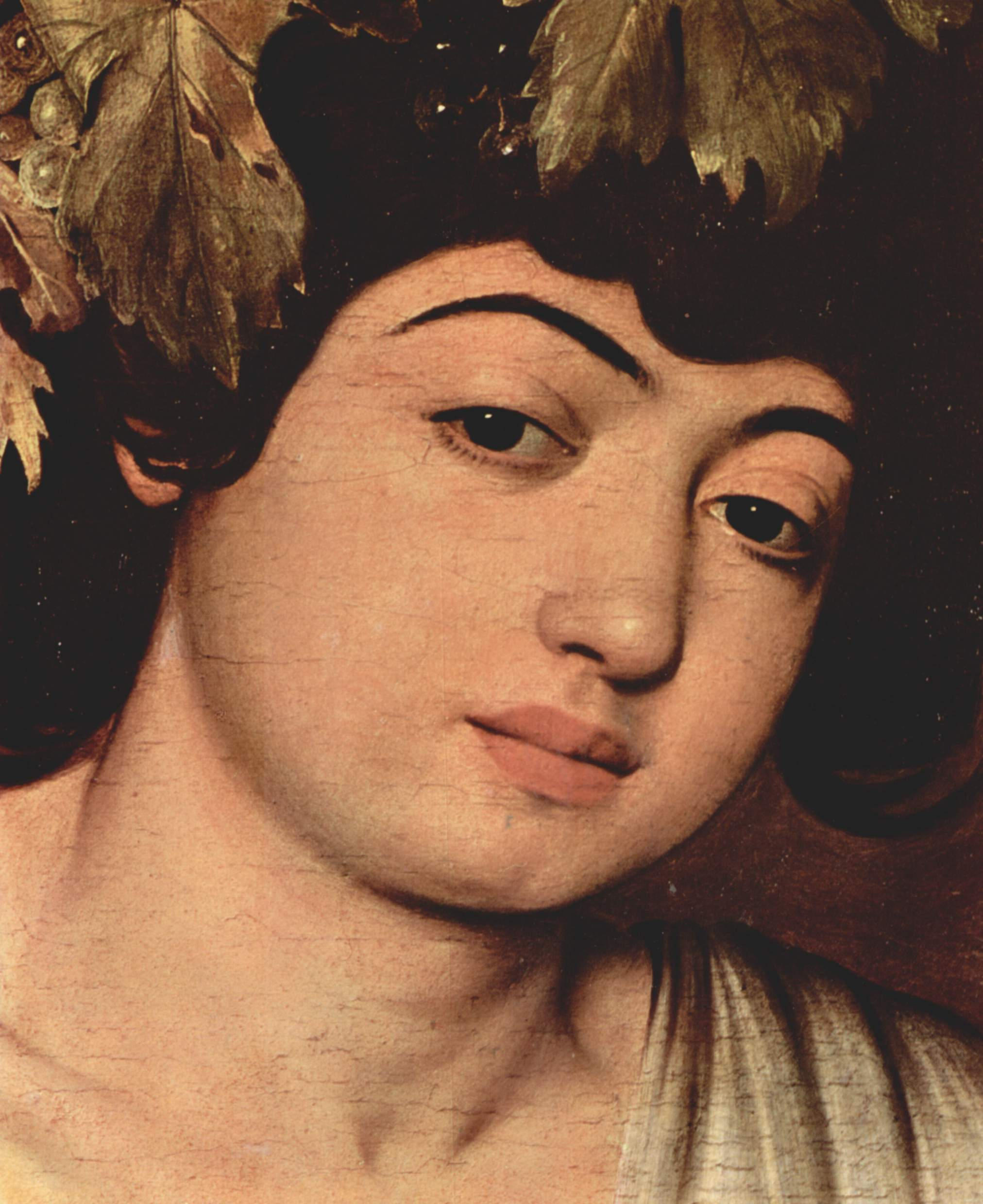
Il volto di Bacco.
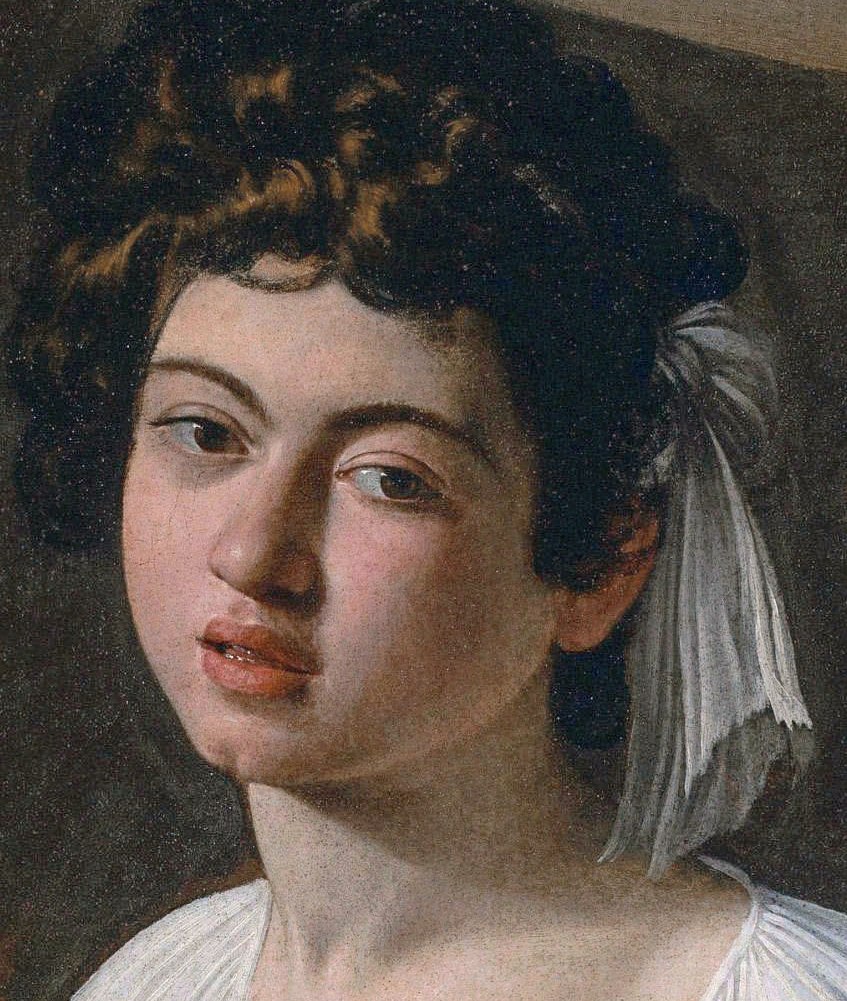
Il volto del suonatore di liuto.
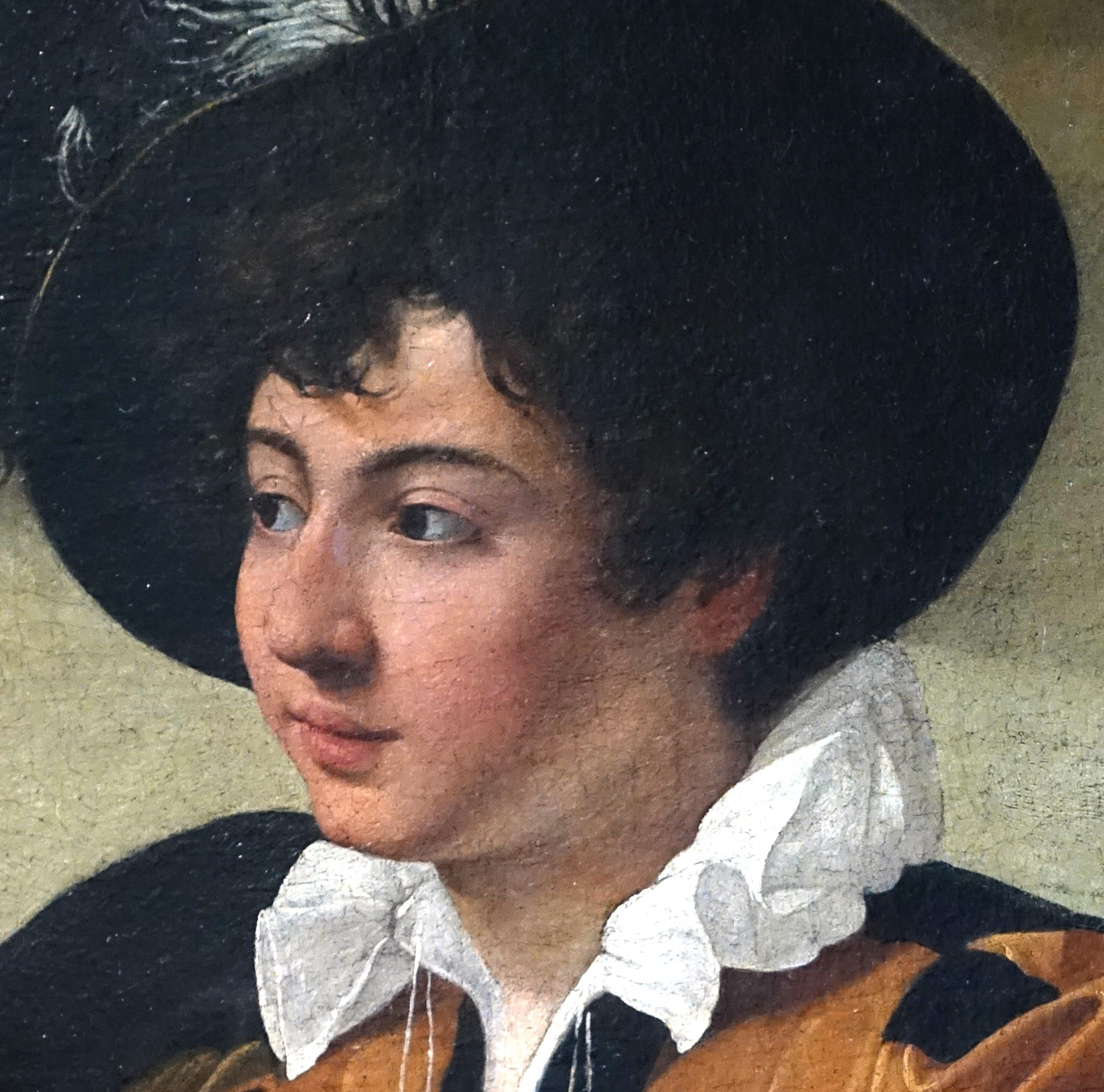
Il volto del cavaliere nella Buona ventura.

## Analisi

### Simbolismo
Tutti gli elementi presenti nella composizione mettono in risalto il rinnovamento della vegetazione e dell'ebbrezza mistica: il vino, i pampini della corona, la canestra con frutti e foglie (alcuni dei quali rovinati), l'espressione languida della divinità incarnata dal Minniti. Per quanto il simbolismo sia relativamente semplice e diretto, la sofisticatezza del risultato complessivo proviene probabilmente dalla giovinezza del pittore e dal rapporto che questi aveva con il cardinale Del Monte.
Da un punto di vista allegorico, la scelta degli elementi tipici della natura morta è da ricondurre comprensibilmente a un codice visivo già operante al momento della creazione del Bacchino malato, qualche anno prima. La frutta (le mele, le pere, l'uva, i fichi, le pesche, le mele cotogne e la melagrana) evocano la fine della stagione; il loro stato avanzato di maturazione - che emerge nel melograno spaccato, nella mela bacata e nelle foglie avvizzite - contribuisce a trasmettere un senso di finitezza e di riflessione sullo scorrere del tempo, sul carattere effimero della gioventù e della vita, qui incarnate dal giovane dio. Così, lo storico dell'arte Alfred Moir scorge nel Bacco una morale latente, malgrado l'evidente sensualità del corpo languido: il tema della vanitas è vicino, perché se "il ragazzo trionfa nello splendore della sua giovinezza, [...] esso svanirà tanto rapidamente quanto le bollicine che si trovano nella caraffa, da cui è stato appena versato il vino". Allo stesso modo, Helen Langdon fa riferimento alle elegie di Tibullo o Sesto Properzio per spiegare la malinconia sottostante all'immagine di Bacco: per quanto la divinità offra allo spettatore i frutti e le ricchezze dell'autunno, l'opulenza della natura morta non può arrestare i segni del decadimento imminente.

Il simbolismo condiviso dalle opere giovanili di Caravaggio
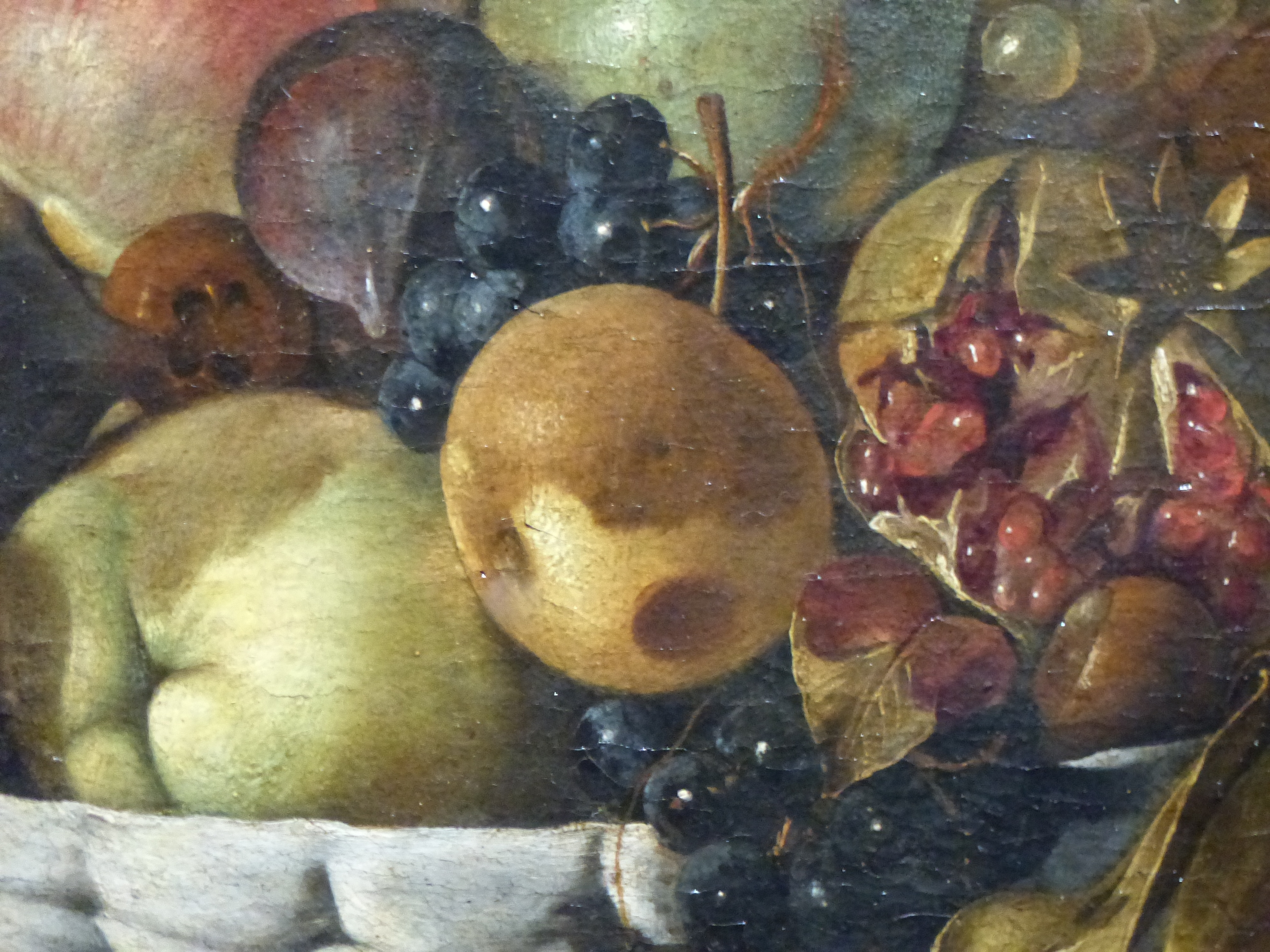
Dettaglio della frutta nel Bacco.
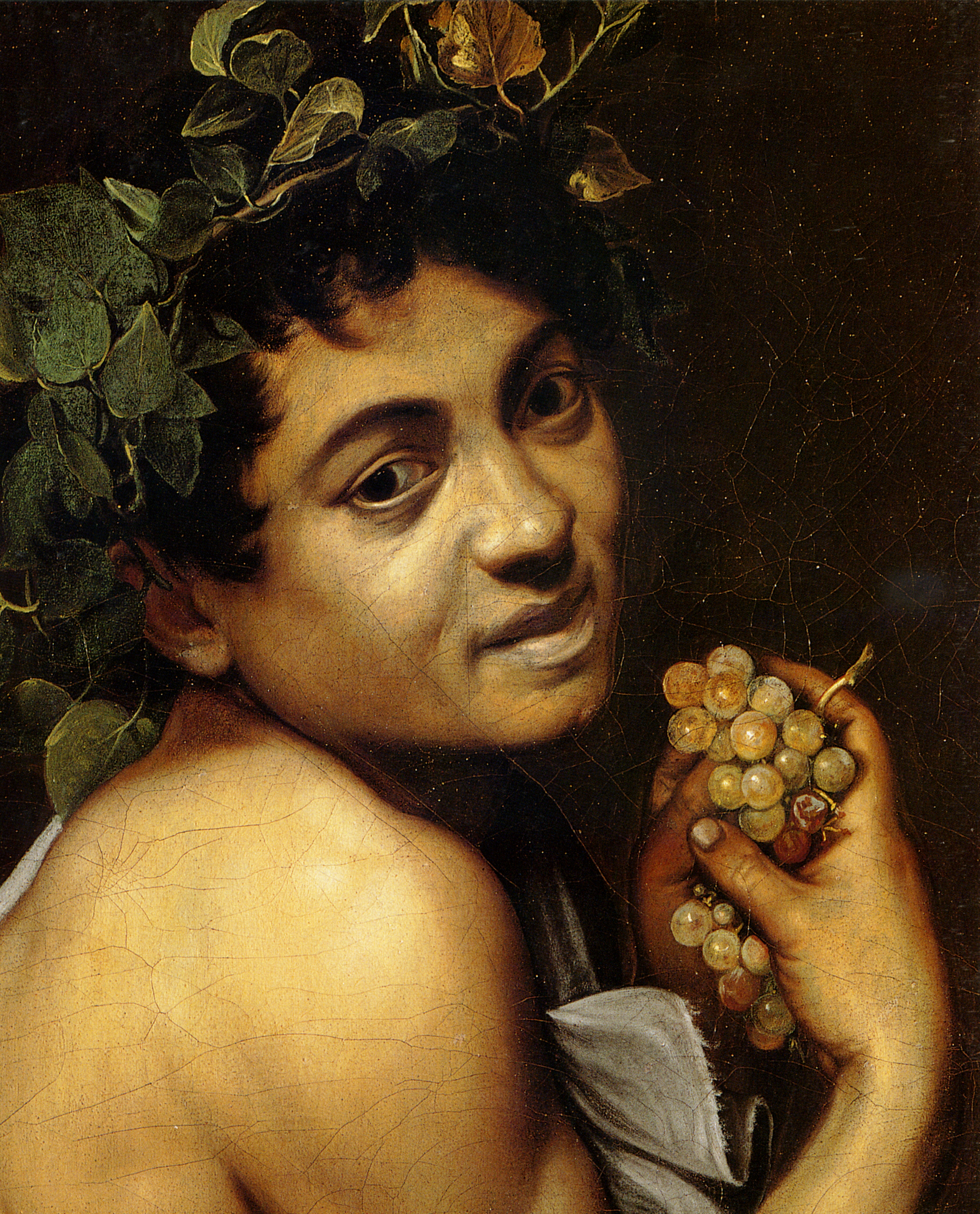
Dettaglio dell'uva eccessivamente matura del Bacchino malato.
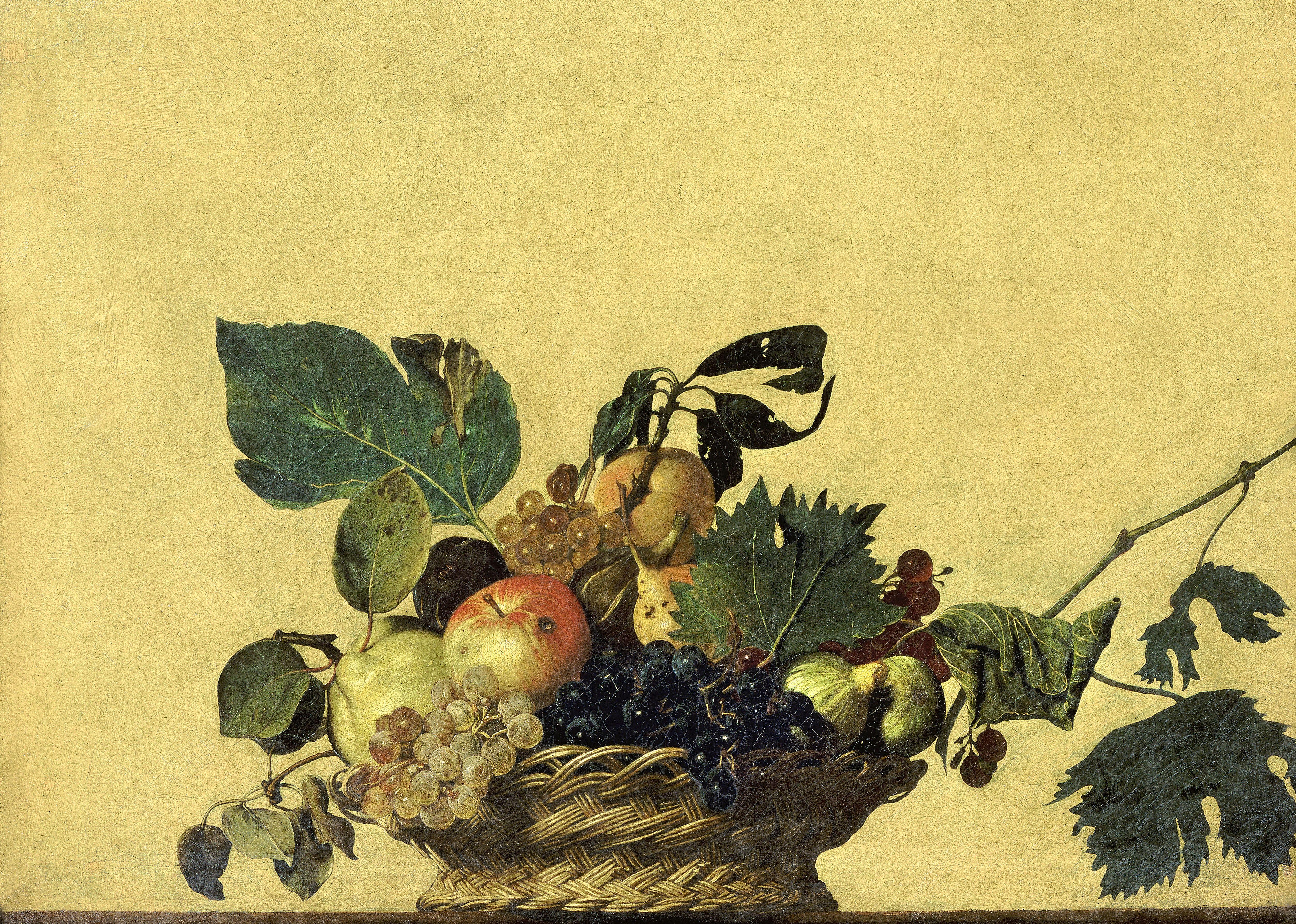
Canestra di frutta, Caravaggio, 1597-1600, Milano, Pinacoteca Ambrosiana.

Secondo vari commentatori, così come nel Bacco la sensualità si contrappone alla morale, parimenti Caravaggio scelse di mescolare il sacro e il profano. Secondo Andrew Graham-Dixon, l'atteggiamento leggermente interrogativo del personaggio - con il sopracciglio sollevato quasi a voler lanciare una sfida - può essere interpretato come un modo attraverso cui indurre lo spettatore a districarsi tra i diversi messaggi percepibili nell'opera. Di primo acchito, la voluttà della tela può apparire esasperata: difatti, il giovane modello posa con disinvoltura seminudo, appena coperto da un drappo, e pare addirittura voler giocare in maniera suggestiva con la cintola della sua toga. Eppure l'aspetto sacro - persino cristiano - non è distante. Innanzitutto, il simbolismo della natura morta evoca l'idea della mortalità, secondo gli elementi caratteristici della vanitas; inoltre, al di là di questa cupa constatazione, si erge una speranza profondamente eucaristica di rinnovamento: il calice di vino offerto è posto proprio al di sopra dei frutti troppo maturi. Nel contesto neoplatonico, tipico del Rinascimento, i miti classici furono considerati come forieri del dogma cristiano; ragionevolmente, si può anche giungere a concepire un parallelismo tra la figura di Dioniso/Bacco e quella di Cristo che, tramite la conversione del vino in sangue propria della transustanziazione, si offre in un sacrificio spirituale (che comunque lascia inalterate le caratteristiche sensibili del vino).
Nondimeno, il Bacco si presta ad essere interpretato in modi differenti e distanti tra loro: Alfred Moir vi si riferisce adoperando il concetto di "impostura", evidenziando come certi caratteri fisici tondi, morbidi e curati siano in netto contrasto con "le braccia violentemente muscolose e l'espressione imbronciata e provocante" che presentano un aspetto completamente diverso della sua personalità. Lo storico dell'arte Bernard Berenson arrivò finanche a parlare di "un dio indiano, distruttivo e spietato". Al di là dell'interpretazione simbolica, l'approccio artistico tenuto da Caravaggio può essere qualificato come "naturalista", alla stregua di altre tele dello stesso periodo come quelle della Buona ventura e dei Bari, e secondo un gusto tipico dell'Italia settentrionale: il dettaglio dell'autoritratto nella caraffa ne è una testimonianza, così come lo sono anche le bollicine presenti sulla superficie in movimento del vino, come se il recipiente fosse stato appena poggiato sul tavolo. Ma se l'approccio naturalista ben incarna lo spirito lombardo del pittore, di contro la mescolanza tra naturalismo e allegoria non pare sia stata compresa e apprezzata nel contesto fiorentino - potendo spiegarsi, in tal modo, il rapido accantonamento e la successiva scomparsa della tela.

## Influenza

### Tecnica pittorica

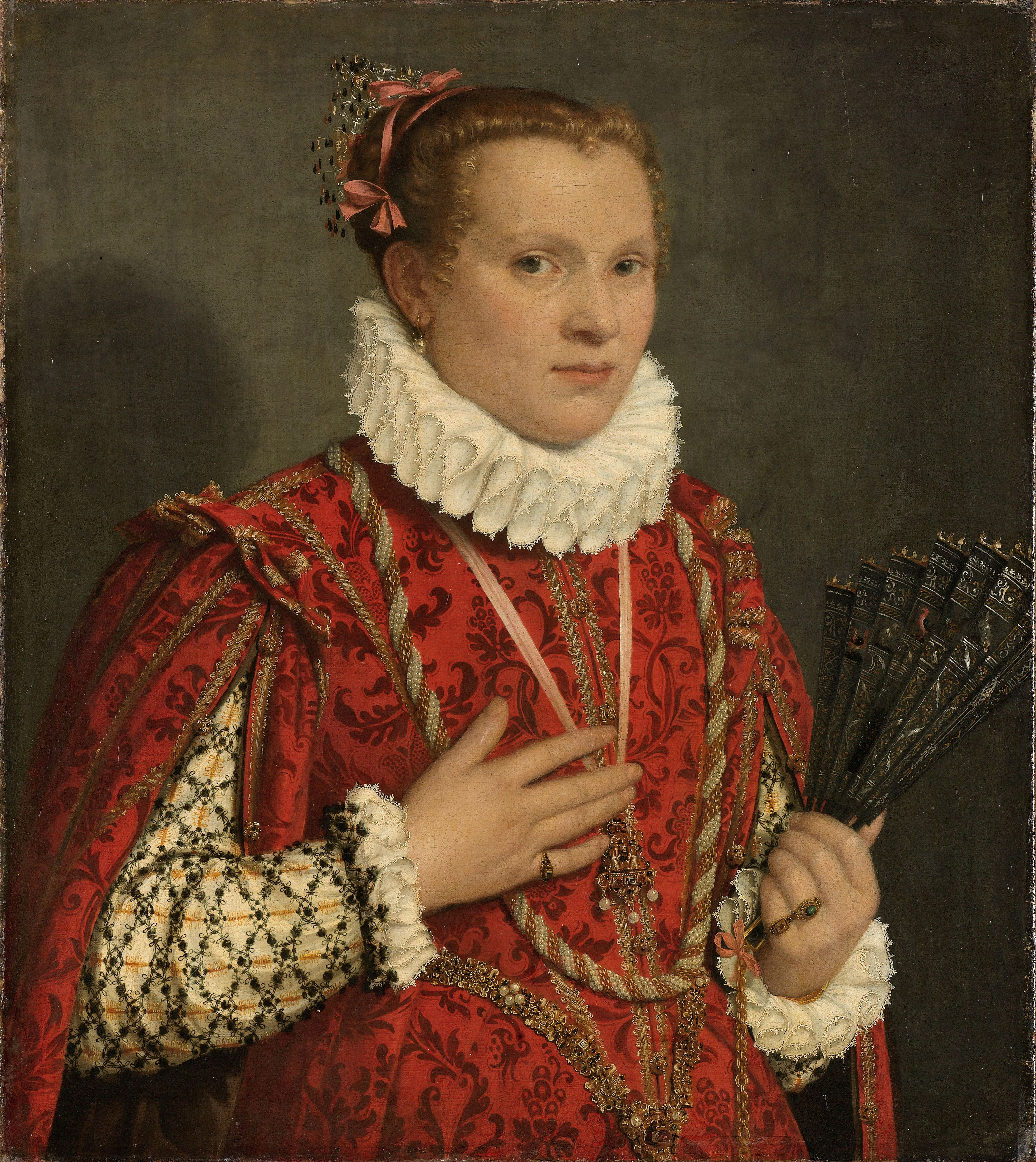
Ritratto di dama con ventaglio, Giovan Battista Moroni, 1570, Amsterdam, Rijksmuseum.

Il lavoro sul colore è significativo. Difatti, uno degli elementi che sorprende maggiormente nella tecnica di Caravaggio risiede nella sua capacità di rendere con efficacia l'incarnato del dio in tutta la sua luminosità, soprattutto grazie a un gioco di contrasti tra il bianco del panneggio e i toni color ruggine, bruno bistro e verde scuro della natura morta e dello sfondo. Tale contrapposizione permette al Merisi di dare volume agli oggetti e di accentuare il realismo della composizione, sull'esempio di altri grandi artisti lombardi - soprattutto del contesto bresciano - suoi predecessori, quali Moretto da Brescia, Giovanni Gerolamo Savoldo e Giovan Battista Moroni.
La luce pressoché frontale e molto diretta, anch'essa evocativa di Moroni, non dona particolare vitalità alla composizione; piuttosto, accentua tutti quei dettagli in grado di dare un effetto di istantaneità - come le piccole onde sulla superficie del vino nella caraffa - e riesce anche ad esaltare la regolarità dei tratti del modello. La qualità pittorica complessiva dimostra una straordinaria padronanza tecnica del Caravaggio, al pari di altri artisti successivi come Antonio Canova o Jean-Auguste-Dominique Ingres: nelle opere di tali artisti, infatti, i soggetti raffigurati si collocano a metà strada tra il realismo e l'idealismo, conservando sempre una sottile sensualità.
Da un punto di vista formale, il giovane pittore cerca di risolvere alcune problematiche relative alla realizzazione dell'opera. Queste ultime erano legate al suo rifiuto di produrre dei disegni preparatori, tappa "classica" che Caravaggio intendeva aggirare. Probabilmente, grazie all'influenza di alcuni pittori come Scipione Pulzone o Jacopo Zucchi, Merisi riuscì a donare maggiori regolarità e pienezza ai suoi volti, e ciò sarebbe dimostrato - secondo Mina Gregori - dalla comparazione tra il Bacco definitivamente compiuto e i suoi stadi precedenti visibili tramite radiografia. Il critico André Berne-Joffroy considerò il Bacco come "l'opera di qualcuno che vuole affermare la sua maestria sferrando un gran colpo". È possibile constatare che Caravaggio fu capace di organizzare la composizione della tela in maniera sempre più efficace, così come testimonia il confronto tra le analisi radiografiche del Bacco e quelle del Concerto: i contorni delle figure della divinità sono di una pulizia straordinaria, fin dalla sua prima impostazione. Keith Christiansen aggiunse, nello specifico, che fu proprio questo il periodo in cui l'artista incominciò a utilizzare una tecnica pittorica che comportava delle piccole incisioni sulla tela, le quali sarebbero state successivamente adoperate come riferimenti precisi per lo schema compositivo. Queste incisioni sono osservabili soprattutto lì dove demarcò il bordo del tavolo a sinistra della caraffa, o ancora su entrambi i lati della striscia blu che decora il cuscino su cui è semidisteso Bacco.

### XXI secolo
Nel 2003, all'interno del dipinto Laissez venir à moi les petits enfant (Caravage, Vélasquez) - letteralmente "Lasciate che i bambini vengano a me (Caravaggio, Velázquez)", che rimanda a una frase pronunciata da Gesù e tramandata tramite i Vangeli - il pittore Herman Braun-Vega denunciò i casi di pedofilia all'interno della Chiesa cattolica scegliendo di dipingere proprio il Bacco di Caravaggio alle spalle della figura di papa Innocenzo X, così come raffigurato nella tela di Diego Velázquez. Braun-Vega si appropriò della tela di Caravaggio, artista protetto dalla Chiesa a dispetto della sua vita dissoluta, con un intento ben preciso: voleva infatti criticare un certo atteggiamento di costante ipocrisia della Chiesa nei confronti della sessualità.